# Emil Hájek
Emil Hájek (3. března 1886, Hradec Králové, Rakousko-Uhersko – 17. března 1974, Bělehrad, Jugoslávie) byl český pianista a hudební pedagog.
V roce 1908 zakončil studium na pražské konzervatoři u Josefa Jiránka, kompozici studoval u Antonína Dvořáka. V letech 1909–1921 byl profesorem klavírní a komorní hudby v Saratově, v letech 1918–1921 byl také rektorem saratovské konzervatoře. Ve 20. letech 20. století koncertoval společně s Janem Kubelíkem. Ten ho doporučil jugoslávskému králi Alexandrovi, který hledal osobnost, jež by vedla v Bělehradě hudební akademii. Roku 1929 se stal ředitelem Hudební akademie Stanković (Muzička škola Stanković), kterou přeměnil na konzervatoř. Od založení Hudební akademie (Muzička akademija) v roce 1937 až do odchodu do důchodu byl šéfem její klavírní katedry. Byl také prvním prezidentem Srbské společnosti hudebních umělců.

## Rodina
Jeho dcera Jara Ribnikarová (1912–2007) byla česko-srbskou spisovatelkou a účastnicí protinacistického odboje. Vedla během války jugoslávský Červený kříž. Spolu s manželem Vladislavem Ribnikarem, pozdějším jugoslávským ministrem informací, působili během války v Titově štábu. Druhá dcera se provdala za primáře kladenské interny Jiřího Dienstbiera, otce budoucího československého ministra zahraničí Jiřího Dienstbiera.
Jeho bratr Jaroslav byl významným houslistou a hudebním pedagogem.